# Контрада Пјанибијанки (Мачерата)
Контрада Пјанибијанки (итал. Contrada Pianibianchi) насеље је у Италији у округу Мачерата, региону Марке.
Према процени из 2011. у насељу је живело 26 становника. Насеље се налази на надморској висини од 211 м.